# Escola Superior de Estudos Industriais e Gestão
La Escola Superior de Estudos Industriais e de Gestão (ESEIG) es una escuela superior agrupada en el Instituto Politécnico do Porto, localizada entre Póvoa de Varzim y Vila do Conde, resultado de la fusión de dos centros de la escuela en esas dos ciudades. Con una población estudiantil actual de aproximadamente 1400 alumnos, la ESEIG fue proyectada para responder a las necesidades y exigencias de la enseñanza superior. La ESEIG fue construida de cero y es un proyecto del arquitecto portuense Filipe Oliveira Dias.